# Teresa Calandra
Teresa Calandra (La Plata, provincia de Buenos Aires; 23 de octubre de 1953) es una exmodelo, actriz, conductora y diseñadora argentina.

## Carrera
Nació en La Plata, provincia de Buenos Aires. Estudió en el colegio Nuestra Señora de la Misericordia. De joven, trabajó como azafata en Aerolíneas Argentinas.
Comenzó su carrera en las pasarelas gracias a su amiga Teté Coustarot quien la llevó a conocer al estilista Roberto Giordano. Representó prendas de reconocidos diseñadores como Gino Bogani, Francisco Dotto, Giorgio Armani, Jorge Ibáñez, Héctor Atilio Delmar, Ricardo Piñeyro, Elsa Serrano, entre otros. Compartió escenario con modelos de la época como Mora Furtado, Carmen Yazalde, Adriana Costantini, Anamá Ferreyra, Evelyn Scheidl, Chunchuna Villafañe, Ginette Reynal, Fabiana Araujo, Teté Coustarot, Mirta Massa y Patricia Miccio.
Como actriz, trabajó en tiras como Perla negra, Los simuladores, Un cortado, historias de café y Champs 12.En 2009 condujo el programa Con Teresa que se emitió los domingos por Canal Metro. También fue elegida por Canal 13 para tomar la posta de la conducción de Bienvenidas, en sus primeros tiempos con Alicia Saroka, bajo la producción de Ana María Muchnik.
También tuvo una amplia labor como diseñadora de vestidos y de lentes graduados y de sol. Junto a Gloria López Sauque, Martín Coronel y Fabián Cronemberg, fue una de las referentes de moda durante el 2005.Fue dueña de Piu, un local que ofreció una selección de marcas italianas.[cita requerida] Fundó la marca Calandra, de ropa para mujer pero terminó vendiendola.[cita requerida]

## Vida personal
Se casó a los 18 años en México con Juan Alberto Taverna, jugador del Club Estudiantes de La Plata, compañero de Carlos Bilardo y Juan Ramón Verón. Posteriormente, se casó con Alejandro Balut con quien tuvo dos hijos, el cantante y modelo Diego Balut y el diseñador, arquitecto y director de cine Hassen Balut. Actualmente está casada con Gonzalo Bergada.

## Televisión

### Programas
- 2023: Pasaplatos Famosos - 5.ª / 3.ª eliminada
- 2021: El Gran Premio de la Cocina: Temporada de Famosos- Semifinalista
- 2019: Pamela a la tarde. Panelista oficial.
- 2009/2016-2018: Con Teresa
- 2007: Cantando por un sueño 2012 - 6.ª eliminada
- 1995-1996: Entre amigas con Teresa.
- 1992: Bienvenidas
- 1986: Programa infantil de ATC.

### Ficción
- 2022: Limbo - Esmeralda Hamilton (Episodio 1)
- 2009: Champs 12 - Lilian
- 2003: Son amores - Cameo
- 2002: Los simuladores - Magdalena (Episodio Los impresentables)
- 2001: Un cortado, historias de café
- 1994: Perla negra - Participación especial